# NGC 698
NGC 698 je galaksija u zviježđu Kemijska peć.

## Vanjske poveznice
- SEDS: NGC 0698